# Descomyces albellus
Descomyces albellus är en svampart som först beskrevs av Massee & Rodway, och fick sitt nu gällande namn av Bougher & Castellano 1993. Descomyces albellus ingår i släktet Descomyces och familjen spindlingar.   Inga underarter finns listade i Catalogue of Life.